# Џеђанг
Џеђанг (кин: 浙江, Zhèjiāng - крива река) је приморска покрајина на истоку Народне Републике Кине. Површина покрајине је 101.800 km². У њој је 2004. живело 47.200.000 људи. Главни град је Хангџоу.
Име покрајине Џеђанг (крива река) је старо име реке Ћантанг која протиче кроз Хангџоу. На истоку покрајина излази на Источнокинеско море. У покрајини постоји преко 3.000 мањих острва са преко 500 m². Дужина обале износи 6.486 км и дужа је од обале свих осталих кинеских покрајина.
Џеђанг је брдско-планинска покрајина, нарочито на југу и западу. Равнице заузимају 23,2% површина, брда и планине 70,4%, док су 6,4% површина реке и језера.
Клима у Џеђангу је топла и влажна. Температуре у јануару су између 2 и 8 °C, јулске су између 27 и 30 °C. Годишњи просек је између 15 и 19 °C. Тајфуни су карактеристични за лета и јесени.

## Привреда

### Пољопривреда
Џеђанг је познат као „Земља рибе и пиринча“. Равница на северу покрајине је средиште пољопривредне производње и највећи произвођач свиле у Кини. Област око града Џоушан је најважнија област за рибарство у земљи. Главни пољопривредни производи су: пиринач, кукуруз, слатки кромпир, памук и шећерна трска.

### Индустрија
Економија Џеђанга се базира на електромеханичкој индустрији, текстилу, бродоградњи, хемијској, прехрамбеној и грађевинској индустрији. У основи привреде су мала предузeћа (за јефтину) производњу. Нето зараде по глави становника у урбаним подручјима је 2008. износио 3.272 долара, уз стопу раста од 5,4% годишње. Просечне зараде по глави становника у руралним подручјима су биле 1.333 долара, уз стопу раста од 6,2% годишње. БНП покрајине је исте године био 309 милијарди долара, што даје 6.078 долара по глави становника. По томе је Џеђанг прва међу кинеским покрајинама.